# アルツフモスツカリ川
アルツフモスツカリ川（グルジア語: ართხმოსწყალი、グルジア語ラテン翻字: Artkhmostskali）は、ジョージアのムツヘタ＝ムティアネティ州カズベギ地区を流れる河川。スノスツカリ川の左支流であり、アハルツィヘ村の北部でスノスツカリ川に合流する。ツカリ（წყალი）は古ジョージア語で「川」を意味しており、アルツフモスツカリは「アルツフモ」（ართხმო）の「川」（წყალი）を意味する。
アルツフモスツカリ川の峡谷には、廃村となったミグダ村とアルツフモ村がある。